# René Černý (politik)
René Černý (* 30. dubna 1971 Brno) je český politik, podnikatel a středoškolský učitel, od roku 2018 zastupitel města Brna a od října 2022 první náměstek primátorky města, od roku 2014 zastupitel městské části Brno-Řečkovice a Mokrá Hora (v letech 2014 až 2022 také 1. místostarosta MČ), člen hnutí ANO.

## Život
Absolvoval Gymnázium Brno, Slovanské náměstí a následně v letech 1990 až 1996 vystudoval obor historie na Filozofické fakultě Masarykovy univerzity (získal tak titul Mgr.).
Jako své povolání v roce 2014 uváděl podnikatel a středoškolský učitel. Od roku 2001 se živil jako dražebník pro společnost RS AUCTIONS, kdy prováděl veřejné dražby dle zákona 26/2000 Sb., zpeněžování majetku úpadců z insolvenčních řízení, komerční reality a výběrová řízení. Od prosince 2022 je předsedou představenstva akciové společnosti SAKO Brno SOLAR a od března 2017 jednatelem a společníkem v soukromé firmě COLOR SERVIS.
René Černý žije ve městě Brně, konkrétně v části Řečkovice a Mokrá Hora. Je ženatý, má dvě děti.

## Politické působení

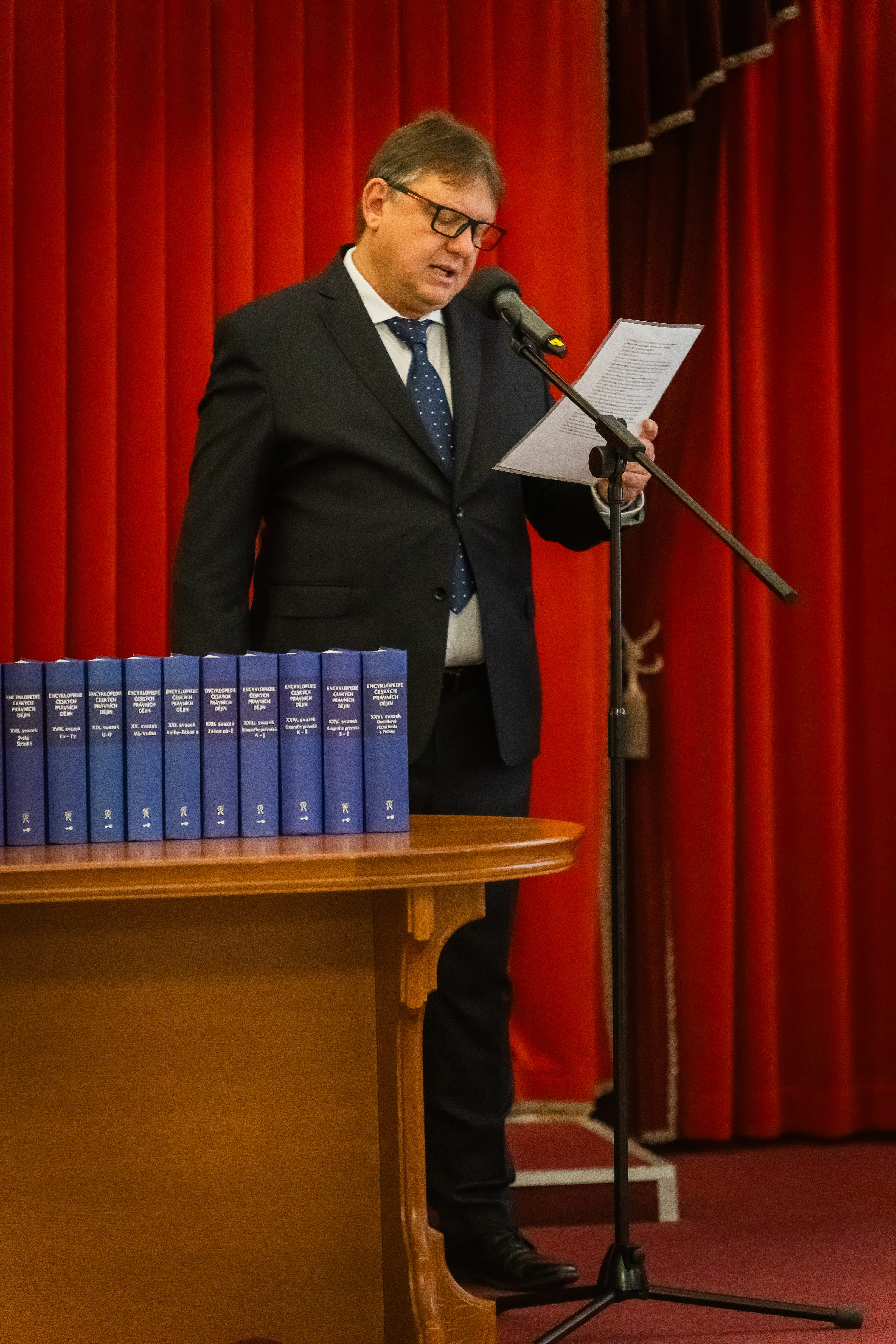
René Černý při projevu na slavnostním představení 26 svazků Encyklopedie českých právních dějin v Rytířském sále Nové radnice (říjen 2024)

Od roku 2014 je členem hnutí ANO, za které byl v komunálních volbách v roce 2014 zvolen z pozice lídra kandidátky zastupitelem městské části Brno-Řečkovice a Mokrá Hora. V listopadu 2014 se navíc stal uvolněným místostarostou městské části. Ve volbách v roce 2018 nejprve obhájil mandát zastupitele městské části jakožto lídr kandidátky hnutí ANO a následně v listopadu 2018 i post uvolněného 1. místostarosty MČ. Také ve volbách v roce 2022 byl z pozice lídra kandidátky hnutí ANO zvolen zastupitelem městské části. V říjnu 2022 se stal radním městské části.
V komunálních volbách v roce 2014 kandidoval za hnutí ANO také do Zastupitelstva města Brna, ale neuspěl. Zastupitelem města se tak stal až ve volbách v roce 2018. Po obnovení brněnské buňky hnutí ANO se v březnu 2021 stal jejím předsedou. Ve volbách v roce 2022 post zastupitele města obhájil, když vedl kandidátku hnutí ANO. V října 2022 se stal 1. náměstkem primátorky města Brna, na starosti má oblast investic a implementace evropských fondů.